# Abarth Grande Punto
Abarth Grande Punto – samochód osobowy typu hot hatch klasy aut miejskich produkowany przez włoską markę Abarth w latach 2007 - 2010.

## Historia i opis modelu

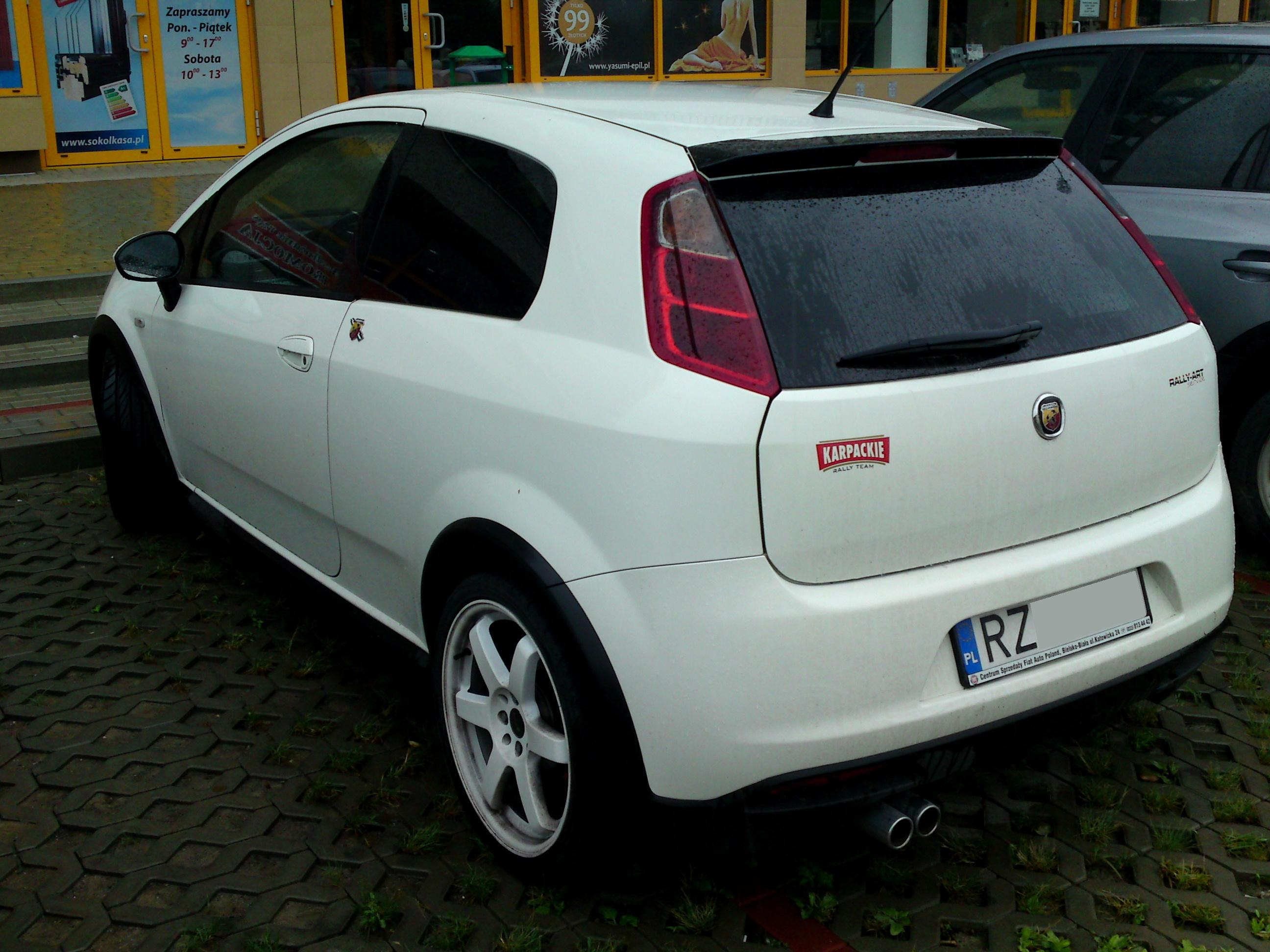
Abarth Grande Punto – tył

Od wersji bazowej odróżnia go między innymi niższe zawieszenie, inna skrzynia biegów, wzmocnione i sztywniejsze zawieszenie, wystrój wnętrza oraz to, że jest produkowany tylko w wersji 3-drzwiowej nadwozia. Standardowo stosowany jest z turbodoładowany silnik benzynowy o pojemności 1,4 dm³, mocy 114 kW (155 KM) oraz maksymalnym momencie obrotowym 230 Nm. Był on sprzedawany w sieci nowo tworzonych salonów marki Abarth. We Włoszech sprzedaż ruszyła w październiku 2007 roku. W większości krajów europejskich stało się to w 2008 roku.
Oprócz standardowego modelu dostępne były specjalne zestawy tunningowe "Assetto" i "esseesse". Abarth Grande Punto "esseesse" (w skrócie SS), to Abarth Grande Punto z dodatkowym wyposażeniem tuningowym. Samochód został zaprezentowany na targach Auto Show 2007 we Frankfurcie. Wyposażenie to, składa się na zestaw, który dostępny był u autoryzowanych dealerów firmy Abarth od początku 2008. W jego skład wchodzą ulepszenia mechaniczne i optyczne. Podstawą "esseesse" jest benzynowy silnik 1,4 dm³ z turbodoładowaniem, o mocy 180 KM przy 5750 obr./min, oraz maksymalnym momencie obrotowym 270 Nm. Jest on połączony z sześciobiegową, manualną skrzynią biegów. Prędkość maksymalna wynosi 215 km/h, na osiągnięcie prędkości 100 km/h ze startu zatrzymanego potrzebuje 7,5 sekundy. Inne modyfikacje techniczne, to obniżone o 15–20 mm względem Abarth Grande Punto zawieszenie przednie i tylne, wzmocnione hamulce z perforowanymi tarczami hamulcowymi z przodu i wzmocnionymi zaciskami oraz 18-calowe felgi.
Zestaw "SS" można było zamontować tylko u dealerów firmy Abarth. Można to było zrobić w trakcie kupna nowego Abarth Grande Punto lub w ciągu pierwszego roku użytkowania, nie później jednak, niż po przejechaniu 20 000 km.